# Miskolc Renegades 2019
Questa voce raccoglie le informazioni riguardanti i Miskolc Renegades nelle competizioni ufficiali della stagione 2019.

## Divízió II 2019

### Stagione regolare
| 24 marzo 2019 2ª giornata | Miskolc Renegades | 48 – 0 | Diósd Saints |  |

| 14 aprile 2019 5ª giornata | CFS Guardians | 20 – 55 | Miskolc Renegades |  |

| 20 aprile 2019 6ª giornata | VSD Rangers | 12 – 55 | Miskolc Renegades |  |

| 26 maggio 2019 9ª giornata | Miskolc Renegades | 29 – 30 | Tatabánya Mustangs |  |

| 2 giugno 2019 10ª giornata | Jászberény Wolverines | 0 – 44 | Miskolc Renegades |  |

| 15 giugno 2019 12ª giornata | Miskolc Renegades | 20 – 41 | Rebels Oldboys |  |

### Playoff
| 30 giugno 2019 Semifinale | Rebels Oldboys | 29 – 32 | Miskolc Renegades |  |

| 13 luglio 2019 Duna Bowl | Tatabánya Mustangs | 38 – 40 | Miskolc Renegades |  |

## Statistiche di squadra
| Competizione      | %Vittorie | In casa | In casa | In casa | In casa | In casa | In casa | In trasferta | In trasferta | In trasferta | In trasferta | In trasferta | In trasferta | Totale | Totale | Totale | Totale | Totale | Totale |
| Competizione      | %Vittorie | G       | V       | N       | P       | Pf      | Ps      | G            | V            | N            | P            | Pf           | Ps           | G      | V      | N      | P      | Pf     | Ps     |
| ----------------- | --------- | ------- | ------- | ------- | ------- | ------- | ------- | ------------ | ------------ | ------------ | ------------ | ------------ | ------------ | ------ | ------ | ------ | ------ | ------ | ------ |
| Stagione regolare | .667      | 3       | 1       | 0       | 2       | 97      | 71      | 3            | 3            | 0            | 0            | 154          | 32           | 6      | 4      | 0      | 2      | 251    | 103    |
| Playoff           | 1.000     | 0       | 0       | 0       | 0       | 0       | 0       | 2            | 2            | 0            | 0            | 72           | 67           | 2      | 2      | 0      | 0      | 72     | 67     |
| Totale            | .750      | 3       | 1       | 0       | 2       | 97      | 71      | 5            | 5            | 0            | 0            | 226          | 99           | 8      | 6      | 0      | 2      | 323    | 170    |